# Luis Augusto de Anhalt-Köthen
Luis Augusto Carlos Federico Emilio de Anhalt-Köthen (Köthen, 20 de septiembre de 1802-Leipzig, 16 de diciembre de 1818) fue un príncipe de la Casa de Ascania y gobernante del ducado de Anhalt-Köthen.
Era el segundo hijo varón (aunque el único superviviente) del príncipe Luis de Anhalt-Köthen con su esposa, la princesa Luisa de Hesse-Darmstadt, hija del posterior (1806) gran duque Luis I de Hesse y el Rin.

## Biografía
Luis Augusto nació póstumamente, cuatro días después de la muerte de su padre, el 16 de septiembre de 1802. Un año más tarde, su tío, el príncipe reinante (y después duque) Augusto Cristián Federico de Anhalt-Köthen se divorció de su esposa después de once años de unión sin tener hijos, y no mostró interés en contraer matrimonio de nuevo; esto dejaba a Luis Augusto como presunto heredero de su tío.
Cuando Augusto Cristián Federico murió en 1812, Luis Augusto lo sucedió a la edad de 10 años. El duque Leopoldo III de Anhalt-Dessau, como jefe de toda la Casa de Anhalt, asumió la regencia en su nombre hasta su muerte en 1817, cuando su nieto y heredero, Leopoldo IV, asumió la tutela del duque.
Luis Augusto murió a los dieciséis años de edad y, como todavía era menor, nunca gobernó por sí mismo. Con él se extinguió la línea de Anhalt-Köthen, y fue sucedido por su tío Federico Fernando, miembro de la rama Anhalt-Köthen-Pless.